# شجاعت و تلاش
شجاعت و تلاش (به هندی: Himmat Aur Mehanat) یا همت و محنت فیلمی محصول سال ۱۹۸۷ و به کارگردانی کی. باپایا است. در این فیلم بازیگرانی همچون جیتندرا، سری دوی، پونام دیلون، شامی کاپور، قادرخان، شاکتی کاپور، آسرانی، افتخار ایفای نقش کرده‌اند.